# Chanaka Halveti w Beracie
Chanaka Halveti w Beracie (alb. Teqeja e Helvetive) – chanaka znajdująca się w Beracie, w południowej Albanii. Budynek znajduje się w bezpośrednim sąsiedztwie XV wiecznego Meczetu Królewskiego i kiedyś stanowił część kompleksu świątynnego, który składał się z XVI-wiecznej szkoły muzułmańskiej medresy, karawanseraju, biblioteki oraz innych niewielkich budynków gospodarczych. Klasztor należał do zakonu bektaszytów zwanych w Turcji Halveti.
Pierwotny budynek chanaki został wybudowany w tym samym czasie co meczet, w końcu XV wieku po podboju twierdzy Berat przez Turków osmańskich. Obecnie istniejący został zbudowany w 1782 roku przez Ahmeta Kurt Pasha, pierwszego paszę ejalatu Berat.
Obiekt został wpisany na listę religijnych zabytków kulturowych Albanii (Objekte fetare me statusin Monument Kulture).